# Wasaraby
Wasaraby (biał. Васарабы) – wieś na Białorusi, położona w obwodzie grodzieńskim w rejonie grodzieńskim w sielsowiecie sopoćkińskim.
W latach 1921–1939 Wasaraby należały do gminy Balla Wielka w ówczesnym województwie białostockim. 
Według Powszechnego Spisu Ludności z 1921 roku Wasaraby zamieszkiwane były przez 57 osób, wśród wszyscy zadeklarowali wyznanie rzymskokatolickie. Jednocześnie wszyscy mieszkańcy ówczesnych Warasab zadeklarowali polską przynależność narodową. 
Wieś dawniej składała się z trzech części:
- Wasaraby Dziekońskie;
- Wasaraby Wołowicze (folwark);
- Wasaraby Wandzin (folwark).